# Черо-Капела-Ламерти (Кампобасо)
Черо-Капела-Ламерти је насеље у Италији у округу Кампобасо, региону Молизе.
Према процени из 2011. у насељу је живело 301 становника. Насеље се налази на надморској висини од 781 м.